# Rafles de Rouen

Les Rafles de Rouen,,,, ont lieu à Rouen (Seine-Maritime) le 6 mai 1942, le 9 octobre 1942 et le 15 janvier 1943. De 1942 à 1944, 961 juifs sont arrêtés en Normandie par les Allemands et le régime de Vichy, 796 sont déportés et 61 survivent à la Shoah,.

## Rafle du 6 mai 1942
Une rafle a lieu le 6 mai 1942 (dans la nuit du 6 au 7 mai 1942) à Rouen (Seine-Maritime). La majorité sont des Juifs français. La rafle vise des Juifs de sexe masculin âgés de 18 à 54 ans,,.
L'ordonnance du 7 février 1942 impose pour les Juifs de la zone occupée un couvre-feu entre vingt heures et six heures du matin, l'interdiction de changer de domicile ou de résidence principale, ce qui facilite les arrestations.
Denise Holstein témoigne : « À Rouen, cette nuit-là, les hommes juifs de dix-huit à cinquante-cinq ans sont arrêtés, Jean, mon frère, heureusement, est encore un tout petit peu plus jeune que le seuil fatidique. Comme tous les juifs ont été recensés auparavant par la police française, et comme le couvre-feu laisse peu de chances de s’échapper, la rafle peut se faire en relativement peu de temps. À Rouen, ce sont ainsi soixante-dix-sept hommes juifs, surtout des Français, qui sont emmenés. »

## Rafle du 9 octobre 1942
La deuxième rafle à Rouen, dans la nuit du 9 au 10 octobre 1942, vise des familles étrangères et six enfants français.

## Rafle du 15 janvier 1943
La 3e rafle à Rouen a lieu dans la nuit du 15 au 16 janvier 1943. 155 personnes sont embarquées pour le camp de Drancy.